# Detector de aparcamiento
Un  detector de parking  o  detector de plaza libre  es un sistema que mediante un sensor de ultrasonidos detecta la presencia de un vehículo en una plaza de aparcamiento, posibilitando así el anuncio de una plaza libre mediante un indicador externo de «plaza libre». El sistema permite al mismo tiempo, si se desea, controlar de una forma global los vehículos estacionados en las diferentes plazas de todo el aparcamiento.
El sistema lleva unos leds, rojo y verde, con un amplio ángulo de visión, para indicar a los usuarios si la plaza está ocupada o no, y en ciertos casos permite la recolección de datos hacia el ordenador de control central, todo ello mediante un cableado de red local.
Los  detectores de plaza de parking , utilizan como elemento de detección un sensor de ultrasonidos, muy direccional, que no queda afectado por la presencia de un vehículo en las plazas de al lado.
Normalmente son sensores piezoeléctricos de emisión/recepción de ultrasonidos diseñados para ser instalados en el centro físico de la plaza de aparcamiento para poder detectar con total certeza la presencia o ausencia de un vehículo.